# Padoue (Québec)
Pour les articles homonymes, voir Padoue (homonymie).
Padoue, anciennement appelée Saint-Antoine-de-Padoue-de-Kempt, est une municipalité du Québec, au Canada située dans la municipalité régionale de comté de La Mitis dans la région administrative du Bas-Saint-Laurent.

## Toponymie
Le toponyme de Padoue est en l'honneur de saint Antoine de Padoue qui est un docteur de l'Église qui a vécu en Italie. Ce saint homme doit son nom à la ville italienne de Padoue et est souvent invoqué par les gens qui recherchent des objets perdus. Padoue partage donc son toponyme avec cette ville italienne. La municipalité a aussi porté le nom de Saint-Antoine-de-Padoue-de-Kempt. L'ajout « de-Kempt » est en référence au chemin Kempt qui a permis la colonisation de la vallée de la Matapédia qui est nommé ainsi en l'honneur du gouverneur de l'Amérique du Nord britannique James Kempt. De plus, il permettait de distinguer cette municipalité des autres municipalités nommées Saint-Antoine.
Les gentilés sont nommés Padoviens et Padoviennes. Ce terme vient du mot latin padovianus qui signifie « relatif à Padoue ».

## Histoire
En 1903, le bureau de poste fut ouvert sous le nom de « Kempt Station » en référence au chemin Kempt qui traversait l'endroit. En 1910, la mission catholique de Saint-Antoine-de-Padoue fut fondée. En 1911, la paroisse fut érigée canoniquement. La même année, l'église fut construite. Le premier curé fut l'abbé Adéodat Beaulieu. Le 18 juin 1912, la municipalité de Saint-Antoine-de-Padoue-de-Kempt fut officiellement créée. En 1914, le bureau de poste a été renommé en « Padoue »,.
Le 3 octobre 1950, un incendie ravagea une partie du village. En 1959, l'église fut agrandie. L'année suivante, lors de la célébration du 50e anniversaire de la paroisse, on ajouta deux cloches à l'église et elle fut bénite par Mgr Charles-Eugène Parent, l'évêque de Rimouski. En 1981, le toponyme de la municipalité est officiellement abrégé en simplement « Padoue »,.
L'école des Cheminots du Sommet, à Padoue, a fermé ses portes le 1er juillet 2016.

## Géographie
Padoue est située sur le versant sud du fleuve Saint-Laurent à 360 km au nord-est de Québec et à 350 km à l'ouest de Gaspé. Les villes importantes près de Padoue sont Rimouski à 50 km au sud-ouest, Mont-Joli à 20 km à l'ouest ainsi que Matane à 55 km au nord-est.
À partir de son crénon, dans le nord-ouest de la municipalité, la rivière du Petit Mitis(d) coule vers le nord.
La rivière Tartigou traverse le nord-est de la municipalité vers le nord.
Padoue fait partie de la région touristique de la Gaspésie dans la sous-région touristique de la vallée de la Matapédia.

## Démographie
| 1913 | 1920 | 1951 | 1961 | 1971 | 1981 | 1991 |
| ---- | ---- | ---- | ---- | ---- | ---- | ---- |
| 585  | 835  | 811  | 808  | 507  | 378  | 332  |

| 1996 | 2001 | 2006 | 2011 | 2016 | 2021 | - |
| ---- | ---- | ---- | ---- | ---- | ---- | - |
| 296  | 285  | 283  | 273  | 245  | 250  | - |

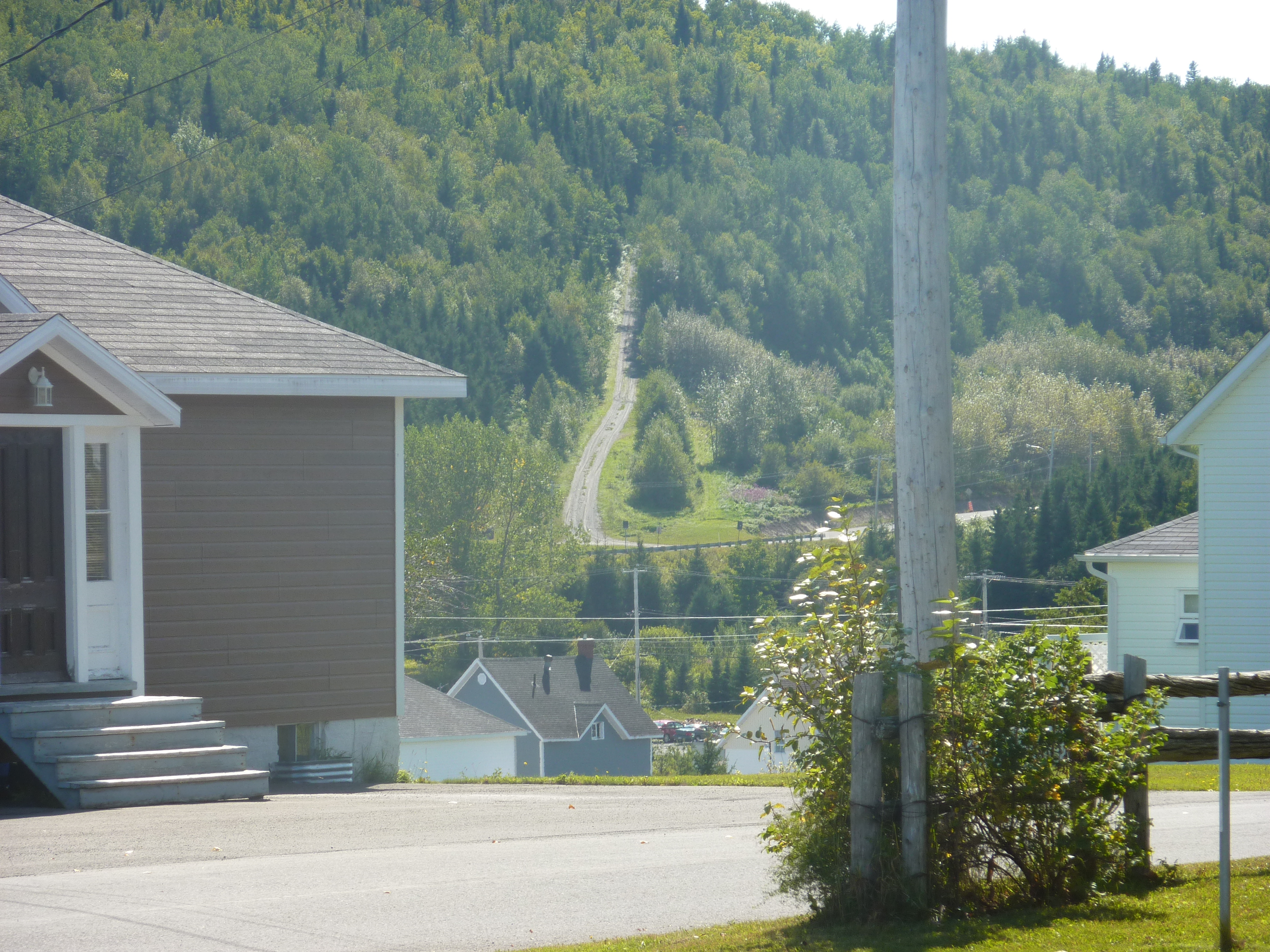
Village de Padoue en août 2010

Distribution de l'âge en 2006

Selon Statistiques Canada, la population de Padoue était de 283 en 2006 et de 285 en 2001. La tendance démographique pour les cinq dernières années est donc une décroissance de 0,7 %. En 2021, la population était de 250, une variation de 2,0 % par rapport à 2016. L'âge médian de la population de Padoue est de 43 ans.
Le nombre total de logements privés à Padoue est de 119. Cependant, seulement 106 de ces logements sont occupés par des résidents habituels. En 2021, le nombre de logements privés occupés s'élève à 111, une variation de 1,8 % par rapport à 2016. La majorité de ces logements sont des maisons individuelles.
Statistiques Canada ne recense aucun immigrant à Padoue. Toute la population de Padoue a le français comme langue maternelle et 6,9 % de la population maitrise les deux langues officielles du Canada. Toute la population de Padoue utilise le français comme langue quotidienne au domicile.
Statistiques Canada recense un taux de chômage de 0,0 % en 2021 pour la municipalité de Padoue.
36,5 % de la population âgée de 15 ans et plus de Padoue n'a aucun diplôme d'études. 44,2 % de cette population n'a que le diplôme d'études secondaires ou professionnelles. Il n'y a personne à Padoue qui possède un diplôme universitaire. Tous les Padoviens ont effectué leurs études à l'intérieur du Canada.

## Administration
Les élections municipales ont lieu tous les quatre ans et s'effectuent en bloc sans division territoriale.
| Padoue Maires depuis 2001                                                                                            |                    |         |          |
| Élection | Maire              | Qualité | Résultat |
| 2001 | Marc-André Lavoie  |         | Voir     |
| 2005 | Pierre Dufourt     |         | Voir     |
| 2009 | Gilles Laflamme    |         | Voir     |
| 2013 | Gilles Laflamme    | Voir    |          |
| 2017 | Gilles Laflamme    | Voir    |          |
| 2021 | Jennifer Laflamme  |         | Voir     |
| oct. 2023 | Patrick Gaudreault |         | Voir     |
| Élection partielle en italique Depuis 2005, les élections sont simultanées dans toutes les municipalités québécoises |                    |         |          |

## Représentations politiques
Québec : Padoue fait partie de la circonscription provinciale de Matane-Matapédia. Cette circonscription est actuellement représentée par Pascal Bérubé, député du Parti québécois.
 Canada : Padoue fait partie de la circonscription fédérale de Avignon—La Mitis—Matane—Matapédia. Elle est représentée par Kristina Michaud, députée du Bloc québécois.